# The Fear (The Twilight Zone)
"The Fear" is een aflevering van de Amerikaanse televisieserie The Twilight Zone. Het scenario werd geschreven door Rod Serling.

## Plot

### Opening
In zijn introdialoog vertelt Rod Serling de kijker dat het onbekende vaak het hoofdingrediënt is van angst. Vervolgens introduceert hij de kijker aan mevrouw Charlotte Scott, een modeontwerpster, en meneer Robert Franklin, een sheriff. De twee zullen spoedig angst leren kennen dankzij een derde speler in dit verhaal: het onbekende dat zojuist een paar 100 meter verderop is geland.

### Verhaal
Wanneer er in de omgeving vreemde dingen gebeuren die duiden op de aanwezigheid van een mysterieuze kracht, komen een sheriff genaamd Robert Franklin en een New Yorkse dame genaamd Charlotte Scott samen vast te zitten in een hutje. Ze zien grote lichtflitsen en er ontstaan vreemde kraters. Bovendien lijkt de auto van Robert een eigen leven te gaan leiden.
Charlotte hoort vreemde geluiden op het dak, maar wanneer Robert gaat kijken, ziet hij niets. Wel blijkt zijn auto weer op zijn plek te staan en onder de reusachtige vingerafdrukken te zitten. De twee brengen noodgedwongen de nacht door in het hutje en gaan de volgende ochtend op verkenning in de bossen. Robert verwacht een of ander kolossaal monster aan te treffen. Dit vermoeden lijkt te worden bevestigd door de vondst van enorme voetafdrukken. Dit alles wordt Charlotte te veel en ze rent weg.
Ver komt ze niet, want al snel staat ze oog in oog met een 156 meter lange alien. Wetend dat niemand hun verhaal zal geloven besluit Robert dat ze zelf met het beest moeten afrekenen. Wanneer hij op de alien schiet, loopt deze tot hun verbazing leeg als een ballon die lek geprikt wordt. Wanneer Robert en Charlotte de restanten van de alien onderzoeken, blijkt het daadwerkelijk een ballon te zijn. De ware aliens bevinden zich even verder op en zijn niet veel groter dan de duim van een mens. Ze vertellen Robert en Charlotte dat ze deze truc altijd toepassen daar de mens steevast voor het onbekende op de vlucht slaat. Robert en Charlotte zijn de eersten die dit niet deden. De aliens vertrekken, waarna Robert en Charlotte opgelucht de zon tegemoet lopen.

### Slot
In zijn slotdialoog vertelt Rod Serling dat angst relatief is. Wat de een eng vindt, is voor de ander normaal. Het hangt af van wie er naar boven moet kijken en wie naar beneden kan kijken. Ook het tijdstip van de dag kan van invloed zijn. Maar zoals altijd blijkt dat de grootste angst de angst zelf is.

## Rolverdeling
- Peter Mark Richman: Trooper Robert Franklin
- Hazel Court: Charlotte Scott

## Trivia
- Deze aflevering staat op volume 42 van de dvd-reeks.